# GENE Project
GENE Project（ジーンプロジェクト）は、コンシューマゲームソフトのブランドである。
2007年5月25日にディー・イー・エルとコンパイルハートが共同で設立し、元気の役員を務めた黒田愛実が統括を行う。
飯島多紀哉がシナリオを手がけるONIシリーズの最新作、ONI零 戦国乱世百花繚乱を発表した。

## 作品
- アドベンチャーゲーム
  - ONI零 戦国乱世百花繚乱（DS）

## リンク
- GENE Project公式サイト